# Prior Lake
Prior Lake é uma cidade localizada no estado americano de Minnesota, no Condado de Scott.

## Demografia
Segundo o censo americano de 2000, a sua população era de 15.917 habitantes.
Em 2006, foi estimada uma população de 22.674, um aumento de 6757 (42.5%).

## Geografia
De acordo com o United States Census Bureau tem uma área de
41,6 km², dos quais 35,0 km² cobertos por terra e 6,6 km² cobertos por água. Prior Lake localiza-se a aproximadamente 282 m acima do nível do mar.

## Localidades na vizinhança
O diagrama seguinte representa as localidades num raio de 16 km ao redor de Prior Lake.